# مامفورد
مامفورد (انگلیسی: Mumford) فیلمی در ژانر کمدی رمانتیک، کمدی-درام، و اسکروبال به کارگردانی لارنس کاسدان است که در سال ۱۹۹۹ منتشر شد.

## بازیگران
- لورن دین
- هوپ دیویس
- جیسون لی
- الفری وودارد
- مری مکدانل
- دیوید پیمر
- الیزابت ماس
- جین آدامز
- جیسون ریتر
- کوین تایگ
- مارتین شورت
- پروییت تیلور وینس
- رابرت استاک
- سایمون هلبرگ
- تد دنسن
- زویی دشانل
- دانا ایوی
- پریسیلا بارنز
- ادی مک‌کلینتک
- هولت مک‌کالانی
- لوسی لوریر
- کلی موناکو